# Idaea pecharia
Idaea pecharia là một loài bướm đêm trong họ Geometridae.